# Kim Heiduk
Kim Alexander Heiduk (* 3. März 2000 in Herrenberg) ist ein deutscher Radrennfahrer. Er gilt als Sprintspezialist.
Heiduk schloss sich zur Saison 2019 dem UCI Continental Team Lotto–Kern Haus an. Im April 2021 belegte er in der Gesamtwertung der Rhodos-Rundfahrt Rang vier. Sein erster internationaler Erfolg gelang ihm im Mai 2021 durch einen Sieg im Massensprint der ersten Etappe der Tour d’Eure-et-Loir. Er verlor die Führung in der Gesamtwertung auf der Schlussetappe und wurde Gesamtzweiter. Bei der anschließenden Drei-Länder-Meisterschaft 2021 gewann er im Zweiersprint die deutsche U23-Meisterschaft. Anschließend startete er für die Nationalmannschaft beim UCI-Nations’-Cup-U23-Etappenrennen Orlen Nations Grand Prix und wurde auf beiden Tagesabschnitten und in der Gesamtwertung jeweils Zweiter.
Nachdem das UCI WorldTeam Ineos Grenadiers aufgrund seiner Leistungen in der Saison 2021 auf Heiduk aufmerksam wurde, unterschrieb er Ende 2021 einen Vertrag mit dieser Mannschaft ab der Saison 2022.

## Erfolge
2021
- eine Etappe Tour d’Eure-et-Loir
- Deutscher U23-Meister – Straßenrennen

## Wichtige Platzierungen
| Grand Tour            | 2022 | 2023 | 2024 |
| --------------------- | ---- | ---- | ---- |
| Giro d’ItaliaGiro     | –    | –    | –    |
| Tour de FranceTour    | −    | –    | –    |
| Vuelta a EspañaVuelta | –    | 139  | 107  |

| Monument                 | 2022 | 2023 | 2024 |
| ------------------------ | ---- | ---- | ---- |
| Mailand–Sanremo          | –    | 141  | –    |
| Flandern-Rundfahrt       | DNF  | DNF  | –    |
| Paris–Roubaix            | –    | 96   | –    |
| Lüttich–Bastogne–Lüttich | –    | –    | –    |
| Lombardei-Rundfahrt      | –    | –    |      |